# La Foire aux atrocités
La Foire aux atrocités (titre original : Love and Napalm: Export USA, puis The Atrocity Exhibition) est un roman expérimental et visionnaire de l'écrivain britannique J. G. Ballard publié initialement en 1969 aux États-Unis, et édité en 1976 en France aux éditions Champ Libre dans la collection Chute libre.

## Présentation de l'œuvre
Une édition actualisée du livre a été publiée en 1990, enrichie d'une préface de William Burroughs, d'un fragment de fiction de Jean-Jacques Schuhl, d'illustrations de Phoebe Gloeckner et surtout des notes et commentaires, pour la plupart ironiques, de Ballard lui-même sur ses propres textes. Le livre a été adapté au cinéma par Jonathan Weiss en 2001. 
L'histoire est délibérément confuse, constituée de fragments indépendants - rédigés à partir de 1965 -, dans la lignée, dans une certaine mesure, du modèle d'écriture de William Burroughs, dont J. G. Ballard est un admirateur de longue date. Chaque chapitre est fractionné en sous-chapitres de seulement un paragraphe, constituant ainsi un puzzle de petites histoires avec un thème central particulier, que Ballard lui-même appelle des « romans condensés ». Le livre ne comporte pas de début ni de fin, et la narration ne suit aucunement les règles conventionnelles et linéaires du roman. Le personnage central change d'identité à chaque chapitre (Talbert, Traven, Travis, Talbot, etc.), comme si sa vision du monde changeait constamment avec lui.

## Synopsis
Le thème de l'histoire consiste en une description du paysage médiatique et culturel qui envahit et brise l'esprit de l'individu. Souffrant de maux de tête, le protagoniste, médecin déboussolé dans un hôpital psychiatrique, s'attelle à des expériences diverses basées sur la matière visuelle de la culture médiatique qui l'entoure : le suicide de Marilyn Monroe, la bombe d'Hiroshima, l'assassinat de John F. Kennedy, les encastrements de voitures de luxe - thème que Ballard développera ensuite dans Crash ! (1973).

## Éditions françaises
- La Foire aux atrocités, Champ libre, coll. Chute libre no 14, 1976, traduction de François Rivière
- Le Salon des horreurs, Jean-Claude Lattès, coll. Titres/SF no 37, 1981, traduction d'Élisabeth Gille.
- La Foire aux atrocités, Tristram, reprise de la traduction 1976 de François Rivière, 2003  (ISBN 2-907681-38-9), 2014, révision par Bernard Sigaud  (ISBN 978-2-36719-022-8)